# Hystrix cristata
Porc-épic à crête, Porc-épic commun, Porc-épic d'Europe, Porc-épic du Nord de l'Afrique
Espèce
Répartition géographique
Statut de conservation UICN

 LC  : Préoccupation mineure
Statut CITES
Le Porc-épic à crête (Hystrix cristata), est une espèce de mammifères rongeurs de la famille des Hystricidae, qui regroupe les porcs-épics de l'Ancien Monde. C’est le plus gros porc-épic. C'est un animal terrestre nocturne qui se rencontre au sud de l'Europe et surtout en Afrique où il est chassé pour sa chair.

## Dénominations
- Nom scientifique valide : Hystrix cristata Linnaeus, 1758[1] ou, avec le sous-genre, Hystrix (Hystrix) cristata Linnaeus, 1758[2]
- Noms vulgaires (vulgarisation scientifique) ou noms vernaculaires (langage courant) en français : Porc-épic à crête[3],[4], Porc-épic commun[5], Porc-épic d'Europe[5], Porc-épic du Nord de l'Afrique[6] ou plus simplement Porc-épic[5].

## Description
Le porc-épic à crête mesure 60 à 83 cm en longueur avec une queue de 8 à 17 cm de long et pèse 13 à 27 kg. Il est couvert de piquants.

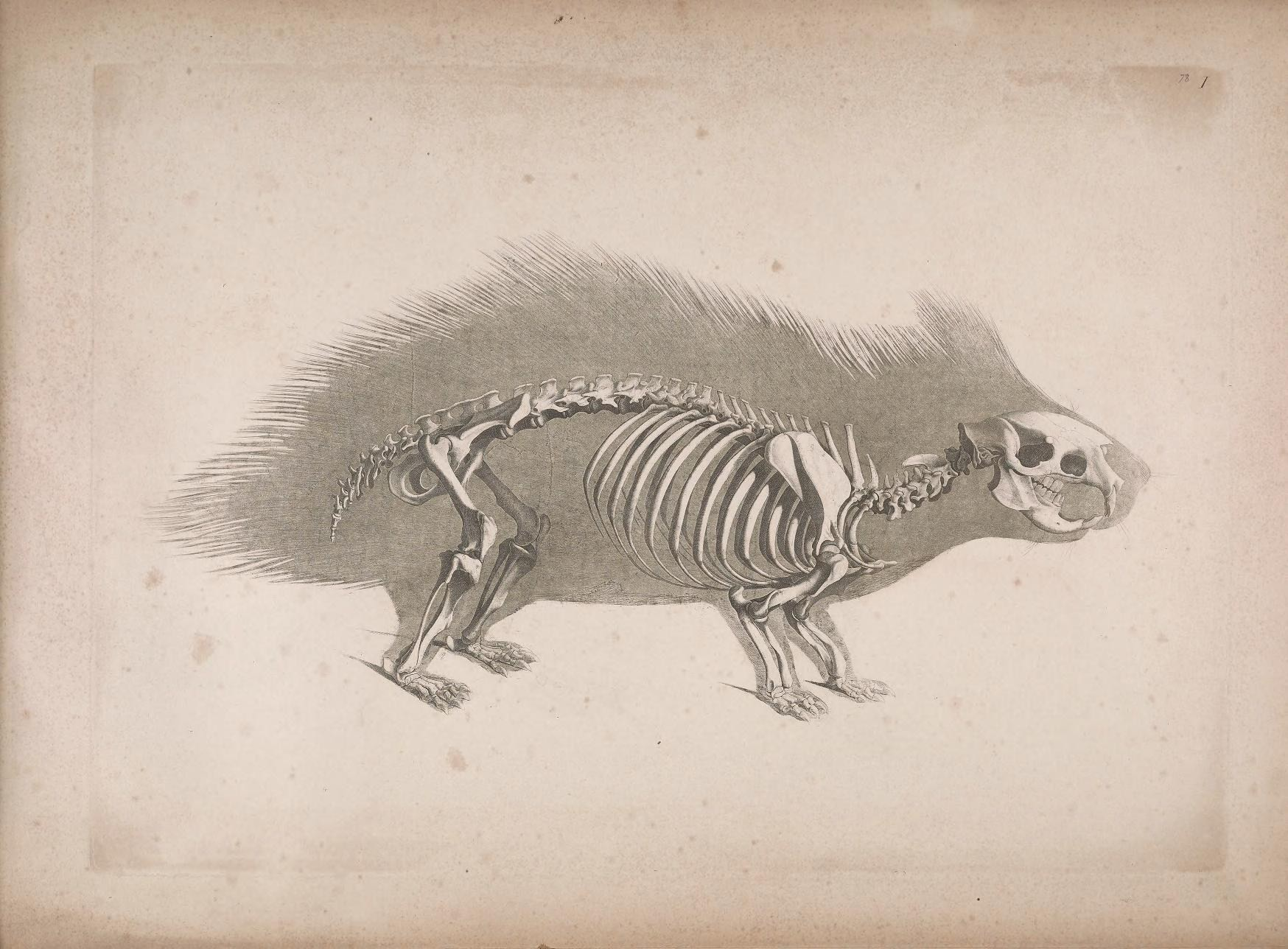
Squelette
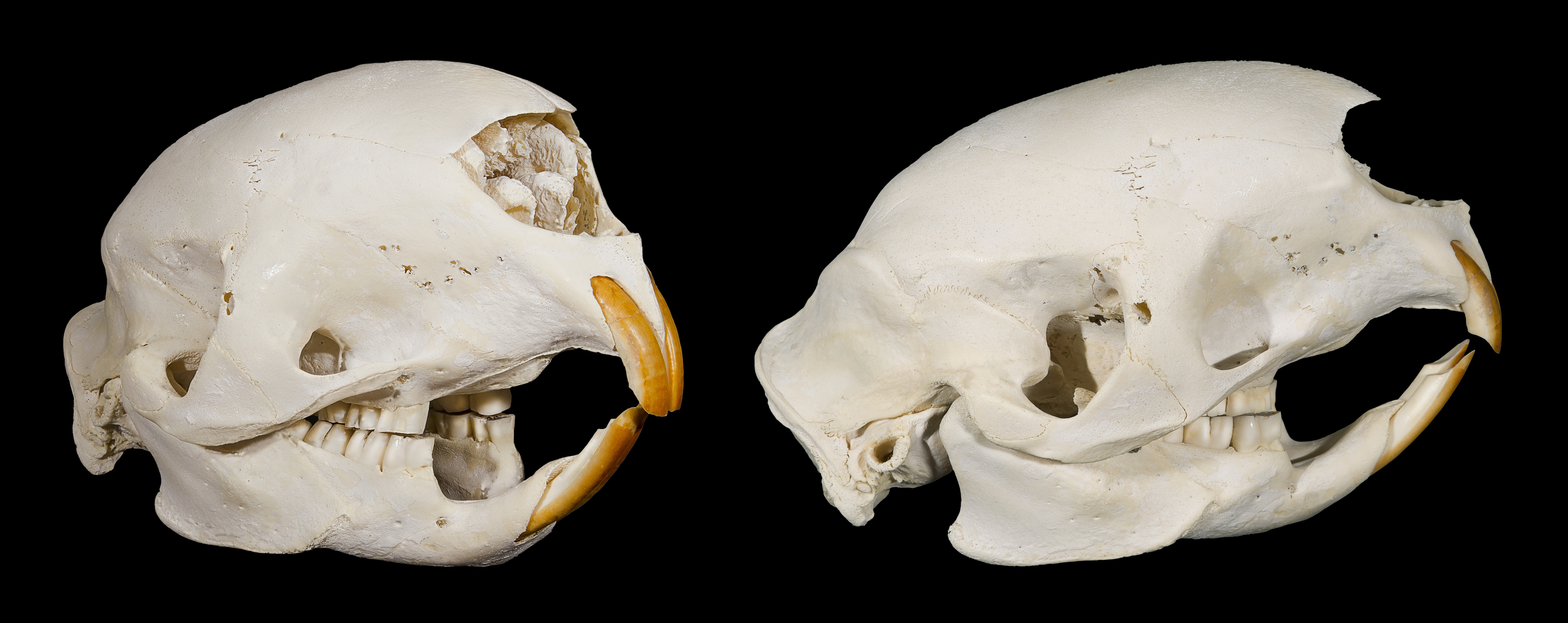
Crâne d’Hystrix cristata – Muséum de Toulouse
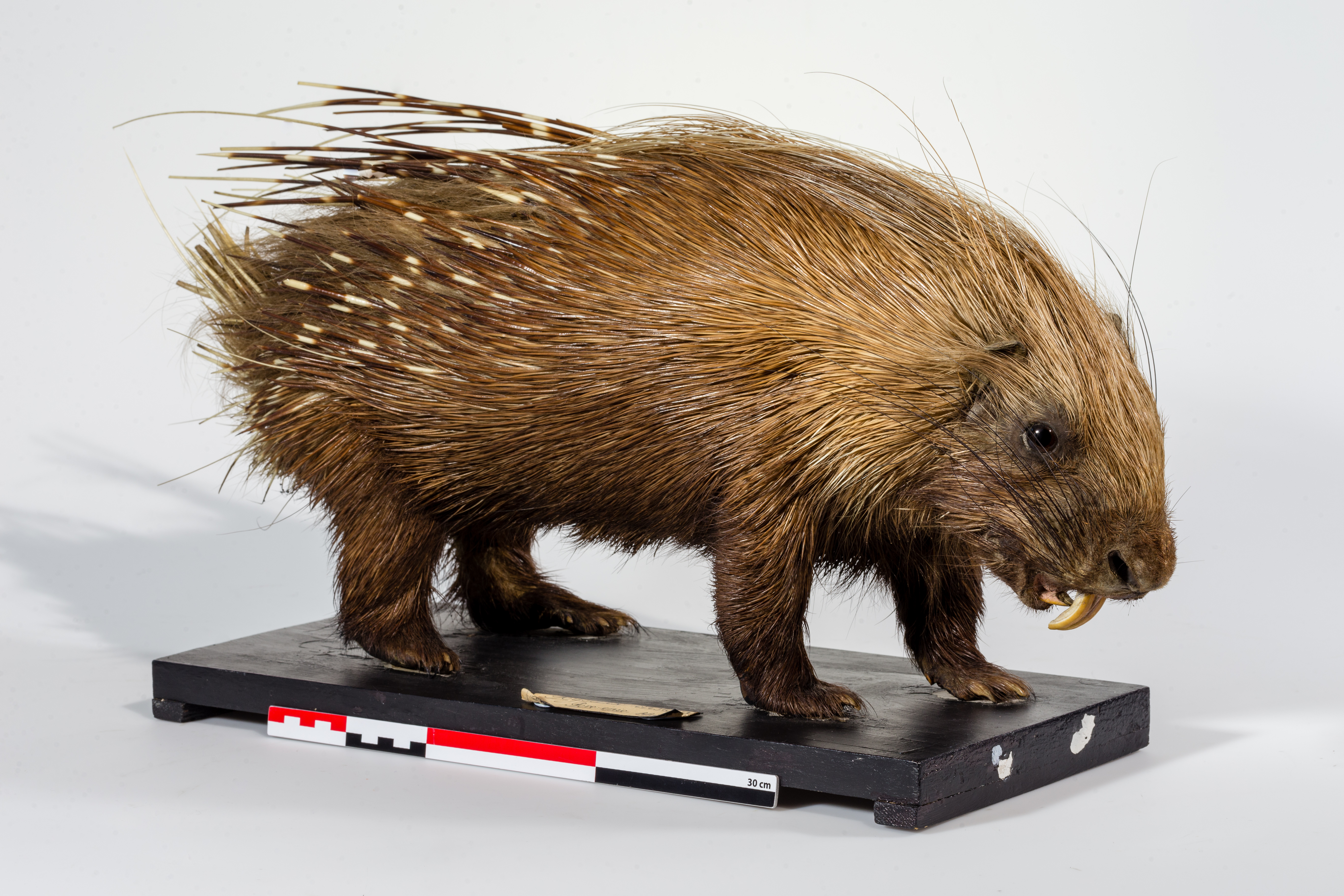
Spécimen naturalisé
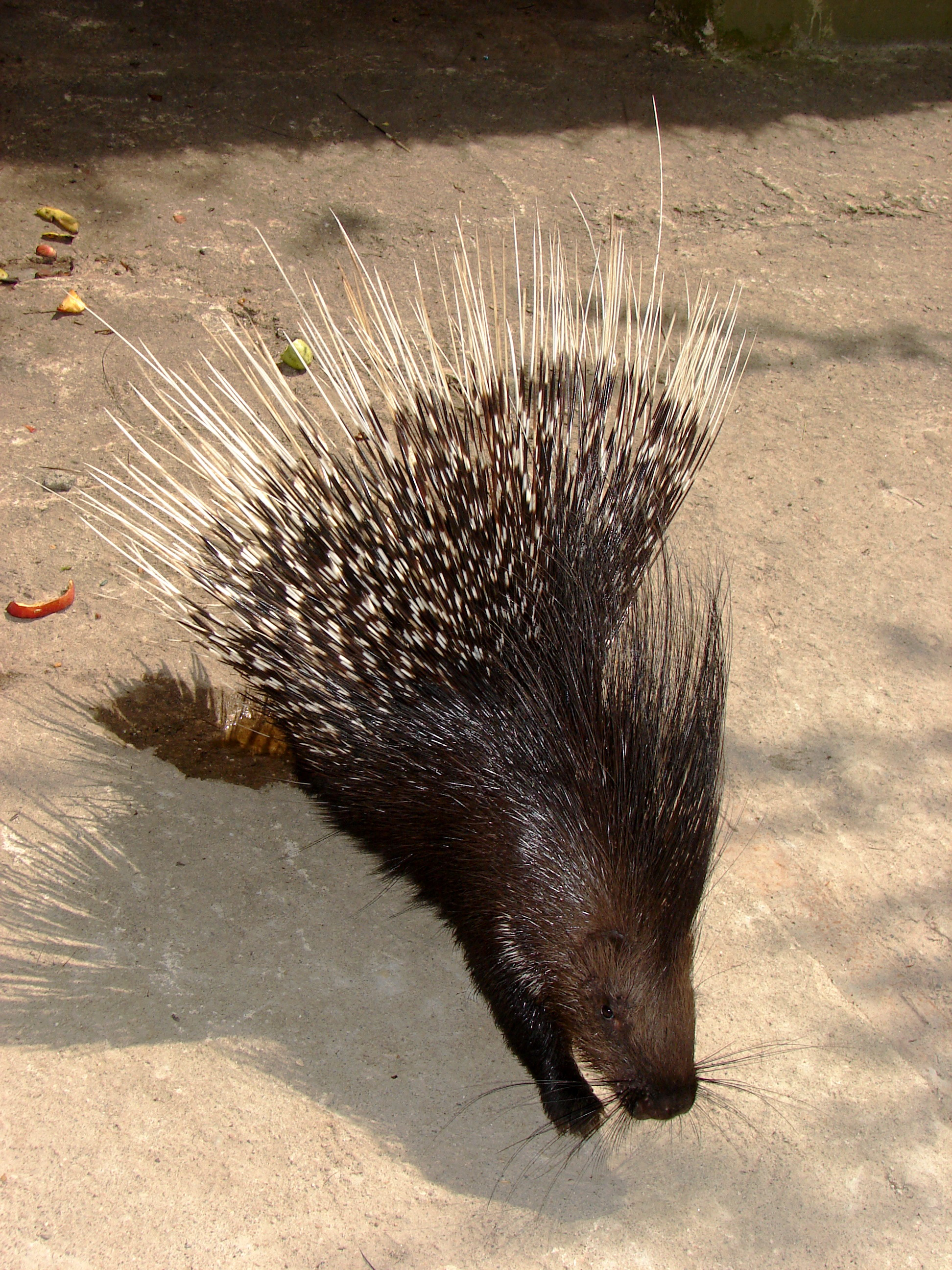
Spécimen hérissé
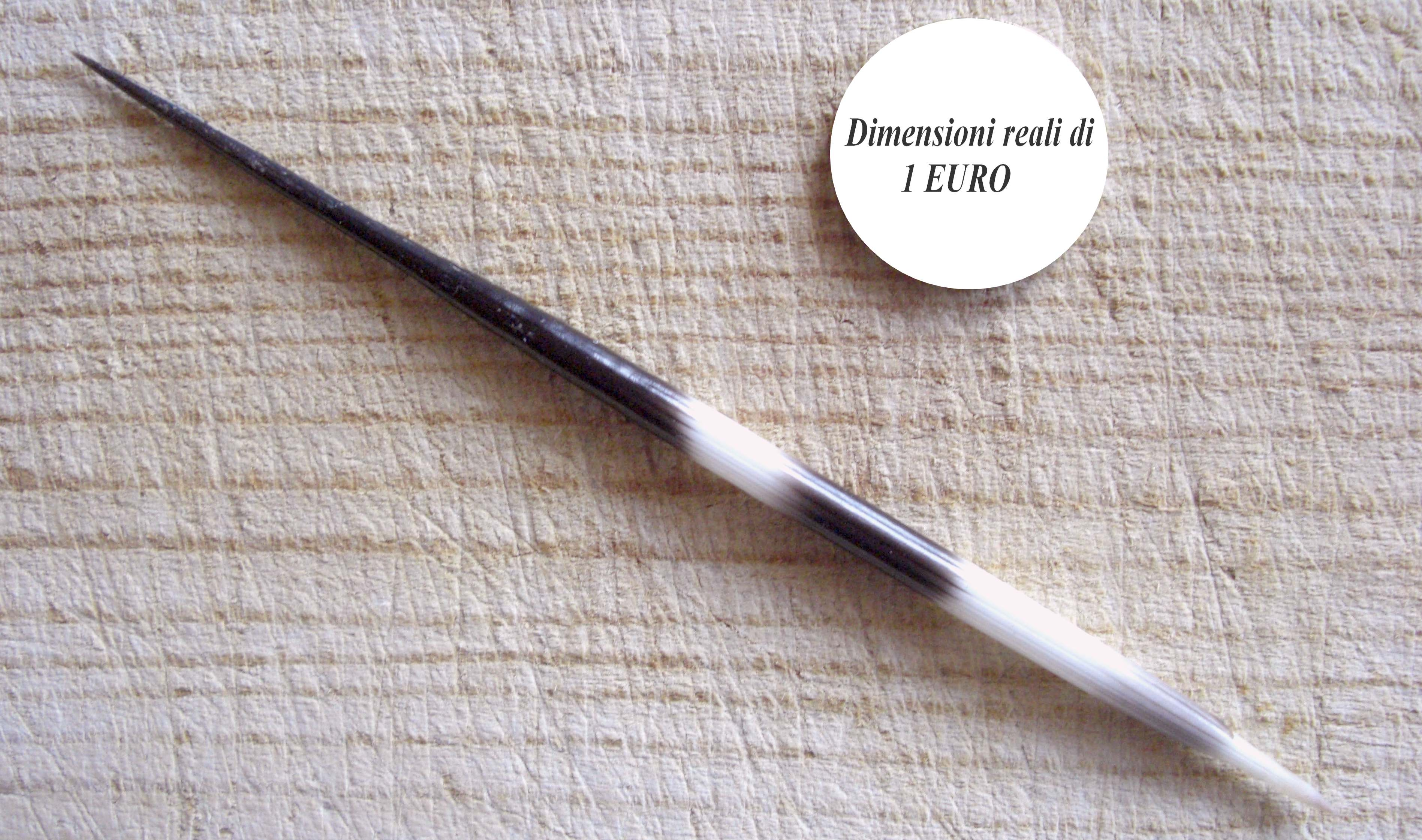
Détail d'un piquant
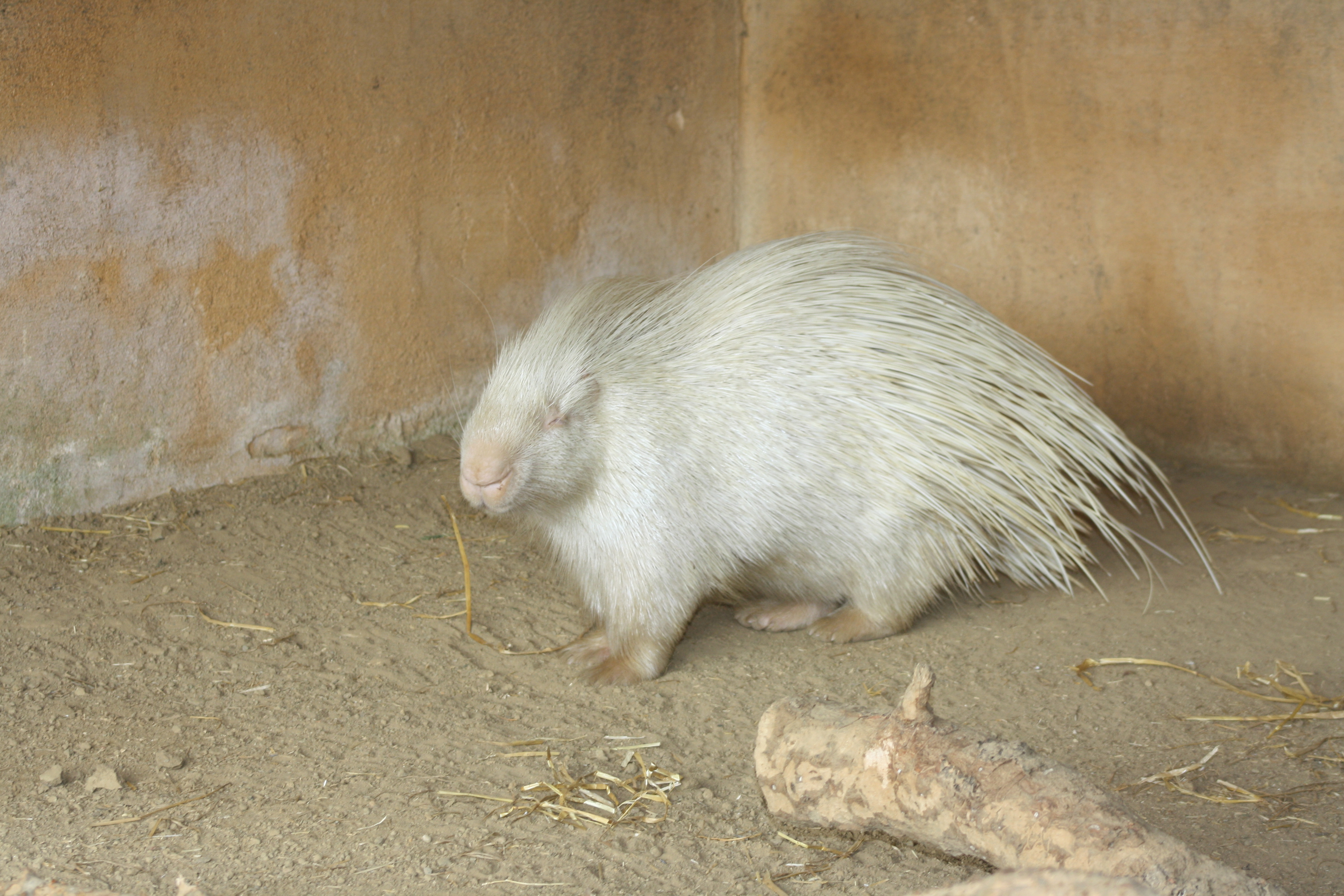
Individu albinos dans un zoo

## Comportement
Le porc-épic utilise sa queue pour se défendre. Les petites épines peuvent dissuader les prédateurs. Les piquants de la queue forment une crécelle. Lorsqu'il secoue la queue, les piquants s'entrechoquent et cliquettent.
Le Porc-épic à crête est un animal terrestre nocturne, qui se réfugie durant la journée dans de profonds terriers ou des creux de rochers où il élève sa progéniture.
Il recherche sa nourriture en solitaire et peut couvrir dans ce but de grandes distances, se servant à l'occasion dans les cultures. Son régime alimentaire est en effet herbivore, à base de racines et de tubercules, complété d'écorces et de fruits tombés à terre. 
Il peut vivre plus de 21 ans en captivité.

## Habitat et répartition
On rencontre cette espèce en Italie jusqu'en Sicile et surtout en périphérie du désert saharien, sur la côte nord-africaine et en Afrique subsaharienne, jusqu'au sud de la Tanzanie et au nord du Congo. Ce porc-épic tolère un grand nombre de milieux comme la montagne, les déserts et les forêts et il est largement représenté bien qu'il constitue une nourriture humaine appréciée localement. L'espèce n'est pas menacée dans son ensemble, bien qu'elle soit largement chassée jusqu'à être mise en danger de disparition au Maroc et avoir probablement disparu de pays comme l'Égypte, tandis qu'à l'inverse elle s’accroît en Italie. Bien que protégé officiellement en Europe, cela n'empêche pas que les captures continuent, tant en Europe qu'en Afrique. Il peut aussi proliférer dans certaines régions où il est alors illégalement empoisonné en tant que nuisible aux récoltes. Enfin, il est utilisé en Afrique pour certaines pratiques de médecine traditionnelle ou rituelles.
Le Porc-épic à crête est strictement protégé en Europe par la Convention de Berne où il figure à l'annexe II et en annexe IV de la Directive habitats.
On suppose que le porc-épic à crête hystrix cristata a été introduit par l'homme en Italie à l'époque des Romains.